# Diabetes insipidus
Der Diabetes insipidus (von altgriechisch διαβαίνειν diabainein ‚hindurch passieren‘ und lateinisch insipidus ‚ohne Geschmack‘: „geschmacklose Harnruhr“ – im Gegensatz zur „honigsüßen Harnruhr“, „Honigharnruhr“, dem Diabetes mellitus), auch Diabetes spurius, Wasserharnruhr und (seltener) Wasserruhr oder Durstkrankheit genannt, ist eine angeborene oder erworbene Krankheit.
Der Diabetes insipidus ist charakterisiert durch eine vermehrte Urinausscheidung (Polyurie, hier eine primäre Polyurie) und ein gesteigertes Durstgefühl (Polydipsie) mit vermehrtem Trinken. Meistens liegt ihre Ursache in einer Störung der neurohumoralen Regulation zwischen Hypophysenhinterlappen und hypothalamischen Kernen. Betroffen sind eher Kinder, Jugendliche und junge Erwachsene als ältere Menschen.

## Geschichte
Bereits 1794 wurde von Johann Peter Frank der Diabetes insipidus vom Diabetes mellitus unterschieden. Im Jahr 1886 unterschied die Real-Encyclopädie der gesammten Heilkunde bei der „einfachen Harnruhr“ zwischen dem vererbten primären Diabetes insipidus und dem erworbenen sekundären Diabetes insipidus.

„Pathogenetisch lässt sich der Diabetes insipidus zumeist auf nervöse Störungen zurückführen. Fälle auf hereditärer Basis können das ganze Leben fortbestehen. Heilungen sind im Allgemeinen selten. Von Medicamenten vermindern die Harnausscheidung am meisten das Opium und seine Präparate. Auch Belladonna und Valeriana werden gerühmt. Bei offensichtlicher Aetiologie des Leidens muss die Therapie gegen das Grundübel gerichtet sein.“

## Symptomatik
Die 24-stündige Harn-Menge kann in exzessiven Fällen sogar die Menge von 20 Liter übersteigen. „Es gibt aber Fälle, die 30 l trinken.“ „Im Extremfall kann es zur Ausscheidung von bis zu 40 l Urin pro Tag kommen.“

## Formen des Diabetes insipidus

### Diabetes insipidus centralis
Beim zentralen Diabetes insipidus (genannt auch hypophysärer Diabetes insipidus, Diabetes insipidus neurohormonalis oder hypophysär-dienzephale Polyurie) ist die Ursache ein Fehlen oder eine unzureichende Produktion des antidiuretischen Hormons ADH (Syn.: Vasopressin) im Hypothalamus, ein fehlender Transport des ADH vom Hypothalamus über den Hypophysenstiel in den Hypophysenhinterlappen oder ein Fehlen der Speicherung oder eine ausbleibende Sekretion des ADH im Hypophysenhinterlappen. Das ADH wirkt an den Sammelrohren antidiuretisch – es wirkt also der Harnausscheidung entgegen – und führt zur Bildung eines konzentrierteren Urins.
Für den ADH-Mangel können ein Schädel-Hirn-Trauma mit Abriss des Hypophysenstiels, eine Zyste, eine Operation, eine Entzündung, eine infiltrative Erkrankung, eine Blutung, ein Infarkt oder ein Tumor im Hypothalamus oder in der Hypophyse verantwortlich sein. Seltener können auch eine septische Granulomatose, zum Beispiel eine Langerhans-Zell-Histiozytose, eine Sarkoidose oder eine Granulomatose mit Polyangiitis, einen zentralen Diabetes insipidus auslösen. Aber auch ein familiärer Diabetes insipidus mit einem kongenitalen, autosomal-dominant vererbten Erbfehler ist möglich als Ursache. Bei einem Drittel aller Diabetes-insipidus-Fälle ist die Ursache nicht bekannt, und es wird eine Autoimmunerkrankung mit Autoantikörpern gegen die vasopressinproduzierenden Zellen vermutet.

### Diabetes insipidus renalis
Siehe Hauptartikel: Diabetes insipidus renalis
Bei der seltenen Form des renalen (auch: nephrogenen = von der Niere ausgehenden) Diabetes insipidus (Syn. ADH- bzw. Vasopressin-resistenter Diabetes insipidus) liegt der Defekt in der Niere, die trotz Anwesenheit des Hormons ADH keinen normal konzentrierten Harn bilden kann, da der für die Rückresorption des Wassers aus dem Primärharn nötige Aquaporinkanal AQP2 defekt ist bzw. fehlt oder da die Nierentubuli durch chronische Nierenerkrankungen oder Medikamente (z. B. Lithium) zu stark geschädigt sind.
Bei beiden Formen scheidet die Niere vermehrt Wasser aus. Wenn Wasser nicht genügend durch Trinken ersetzt wird, kommt es zu einer Konzentrierung von Natrium im Blut (Hypernatriämie), einer sogenannten hypertonen Dehydratation.

### Andere Formen
Der Diabetes insipidus occultus, Diabetes insipidus hypersalaemicus occultus oder auch Diabetes insipidus hypersalaemicus ist eine vor allem bei Säuglingen und Kleinkindern vorkommende Form, bei der infolge einer Störung des Durstmechanismus die Stoffwechselstörung nicht erkannt wird. Eine unzureichende Flüssigkeitszufuhr führt zu einer Hyperelektrolytämie, zu intermittierendem Durstfieber, zu einer Obstipation und zu Mindergedeihen. Der Durstmechanismus setzt meistens vor dem zehnten Lebensmonat ein.

## Diagnostik
- Anamnese
- Laboruntersuchung von Serum- und Urinosmolarität
- ADH-Gabe mit Anstieg der Urinosmolarität beim zentralen Diabetes insipidus und fehlendem Anstieg beim renalen Diabetes insipidus
- Beim Durstversuch wird nach einer nächtlichen Durstperiode die ADH-Konzentration (Antidiuretisches Hormon, Vasopressin) im Blutplasma oder im Urin gemessen; bei vorliegendem Diabetes insipidus centralis bleibt ein Anstieg des ADH aus. Ein weiterer Test besteht darin, während des Durstens periodisch Messungen in Bezug auf Volumen, spezifisches Gewicht und Osmolarität des gesammelten Harns vorzunehmen. Ein konstantes Harnvolumen und niedrige Osmolarität sind für einen Diabetes insipidus typisch. Beim Gesunden steigen Uringewicht und Osmolarität physiologischerweise an. Statt ADH wird mittlerweile Copeptin gemessen, da es leichter messbar ist als ADH.[11]
- Suche nach der Grunderkrankung

|                    | Bartter-Syndrom                                                   | Schwartz-Bartter-Syndrom                                                                             | Diabetes insipidus centralis                                                              | Diabetes insipidus renalis                                                           |
| ------------------ | ----------------------------------------------------------------- | --- | ----------------------------------------------------------------------------------------- | ------------------------------------------------------------------------------------ |
| Pathophysiologie   | Kanaldefekt in der Niere (Na+/K+/2Cl−-Symporter, ROMK oder CLCKB) | unangemessen hohe ADH-Sekretion                                                                      | unzureichende ADH-Sekretion                                                               | ADH-Typ 2-Rezeptordefekt oder Aquaporin 2-Defekt                                     |
| Ätiologie          | erblich (autosomal-rezessiv)                                      | 1. paraneoplastisch (kleinzelliges Bronchialkarzinom) 2. sekundär bei Infektionen oder ZNS-Störungen | 1. idiopathisch (ca. 1/3 der Fälle) 2. sekundär bei Tumoren, nach Trauma, bei Infektionen | 1. erblich (X-chromosomal- oder autosomal-rezessiv) 2. erworben bei Nierenerkrankung |
| Klinik             | Salzappetit, Muskelschwäche und Muskelschmerzen, Krämpfe          | ZNS-Symptomatik, Muskelschwäche und Muskelschmerzen, Krämpfe                                         | erhöhte Urinmenge, erhöhte Trinkmenge                                                     | erhöhte Urinmenge, erhöhte Trinkmenge                                                |
| Labor              | Serum: Na+ ↓, K+ ↓, Osmolalität ↓, pH-Wert ↑                      | Serum: ADH ↑, Na+ ↓, K+ ↓, Osmolalität ↓, pH-Wert ↑                                                  | Serum: ADH ↓, Na+ ↑, Osmolalität ↑                                                        | Serum: ADH ↔, Na+ ↑, Osmolalität ↑                                                   |
| Labor              | Urin: Na+ ↑, K+ ↑, Osmolalität ↑                                  | Urin: Na+ ↑, Osmolalität ↑                                                                           | Urin: Na+ ↓, Osmolalität ↓                                                                | Urin: Na+ ↓, Osmolalität ↓                                                           |
| Weitere Diagnostik | Nachweis eines sekundären Hyperaldosteronismus                    | | 1. Durstversuch: ADH ↔ 2. Desmopressin-Test: Urin-Osmolalität ↑                           | 1. Durstversuch: ADH ↑ 2. Desmopressin-Test: Urin-Osmolalität ↔                      |

## Therapie
Therapeutische Ansätze sind die Korrektur und Vermeidung eines etwaigen Wasserdefizits sowie eine Reduktion der Urinverluste. Bei wachen Patienten mit intaktem Durstgefühl sind Polyurie und Polydipsie oft einschränkend im Alltag und deshalb zu beheben. Bei komatösen Patienten besteht dagegen die Gefahr der Dehydratation und Hypernatriämie.
Bei ADH-Mangel wird synthetisches ADH (bzw. das ADH-Analogon Desmopressin) täglich als Nasenspray, Tablette oder subkutane Injektion verabreicht. Das ADH gelangt ins Blut und mit dem Blut zu den Nieren.
Beim renalen Diabetes insipidus ist die Therapie schwieriger. Erhöhte Flüssigkeitszufuhr ist hier obligat. Außerdem können Thiazid-Diuretika hilfreich sein, da sie eine vermehrte Natriumausscheidung und konzentrierteren Urin bewirken. Insbesondere bei Vorliegen eines zentralen Diabetes insipidus muss nach behandelbaren Grunderkrankungen, wie beispielsweise Tumoren des Zwischenhirns (Diencephalon), gesucht werden.

## Ältere Literatur
- Joachim Frey: Hypophysär-diencephale Poly- und Oligurie. In: Ludwig Heilmeyer (Hrsg.): Lehrbuch der Inneren Medizin. 1. Auflage, Springer-Verlag, Berlin / Göttingen / Heidelberg 1955; 2. Auflage ebenda 1961, S. 917–919.